# Чезоло (Мачерата)
Чезоло (итал. Cesolo) насеље је у Италији у округу Мачерата, региону Марке.
Према процени из 2011. у насељу је живело 527 становника. Насеље се налази на надморској висини од 268 м.